# Digifobie
Digifobie is een neologisme dat gebruikt wordt om angst voor computers en digitale apparaten mee aan te duiden. Het doelt op de vrees om ermee te werken (de bediening). Deze angst kan ingegeven worden vanuit onbekendheid met het apparaat, de hardware, alsook door onbekendheid met de programma's, de software waarmee de computer is uitgerust.

## Vergelijkbare begrippen
Sinds het toenemend gebruik van computers in de moderne maatschappij, zijn er mensen die, om verschillende redenen, hiermee moeite hebben. Deze mensen worden aangeduid als digibeet. In tegenstelling hiermee staat het begrip digifiel, gebruikt voor mensen die een grote voorkeur voor computers hebben. De term digifoob dient zich aan als het gaat om mensen die een grote angst voor computers hebben.

## Vroegste vermeldingen
De term wordt vermeld in de verklarende woordenlijst van het boek Nazaad van Hugo de Ridder, uitgegeven in 1997.